# Santa Cruz, Cosamaloapan de Carpio
Santa Cruz är en ort i Mexiko.   Den ligger i kommunen Cosamaloapan de Carpio och delstaten Veracruz, i den sydöstra delen av landet, 300 km öster om huvudstaden Mexico City. Santa Cruz ligger 22 meter över havet och antalet invånare är 539.
Terrängen runt Santa Cruz är platt. Runt Santa Cruz är det ganska tätbefolkat, med 160 invånare per kvadratkilometer. Närmaste större samhälle är Tuxtepec, 9,6 km söder om Santa Cruz. Trakten runt Santa Cruz består till största delen av jordbruksmark.